# Třída Al Jubail
Třída Al Jubail je třída korvet saúdského královského námořnictva. Korvety patří do typové řady AVANTE 2200 španělská firma Navantia. Jejich příbuznými jsou venezuelské hlídkové lodě třídy Guaiquerí. Jejich hlavním úkolem jsou bojové operace, průzkum, ochrana výlučné ekonomické zóny, nebo mise SAR. Celkem bylo objednáno osm jednotek této třídy.

## Stavba
Kontrakt na stavbu nových korvet pro saúdské námořnictvo byl projednáván od roku 2015. Stavbu pěti jednotek saúdská vláda objednala v červenci 2018 u Navantia. Cena kontraktu dosáhla 1,8 miliardy euro. Zahájení stavby bylo plánováno na konec roku 2018 a jejich dodání do roku 2022. Korvety postavily Navantia v jejich loděnicích ve Ferrolu a San Fernandu. Část prací na čtvrté a páté jednotce zajistil saúdský podnik SAMINavantia, joint venture saúdské společnosti Saudi Arabian Military Industries (SAMI) se Navantia. V souvislosti se saúdskou intervencí v Jemenu prodej korvet kritizovaly organizace Amnesty International, Peace Foundation (FundiPau), Greenpeace a Oxfam.
Slavnostní první řezání oceli na prototypovou jednotku Al Jubail proběhlo v San Fernandu 15. ledna 2019. Její kýl byl založen v říjnu 2019. Do služby byla přijata 31. března 2022. Do konce roku byly do služby přijaty i druhá a třetí jednotka Al Diriyah a Ḥaʼil. Pátá korveta Unayzah byla do služby přijata roku 2024.
Dne 11. prosince 2024 byla uzavřena smlouva s Navantia na dodávku tří korvet druhé série této třídy. Dodány mají být do roku 2028. Ze druhé tříkusové série postaví první plavidlo španělská loděnice a stavba dalších dvou částečně proběhne v podniku SAMINavantia. Dne 17. prosince 2024 proběhlo první řezání oceli na první korvetu druhé série a dne 14. března 2025 na druhou korvetu druhé série.
Jednotky třídy Al Jubail:
| Jméno            | Založení kýlu     | Spuštěna           | Vstup do služby   | Status    |
| ---------------- | ----------------- | ------------------ | ----------------- | --------- |
| Al Jubail (828)  | 1. října 2019     | 22. července 2020  | 31. března 2022   | aktivní   |
| Al Diriyah (830) | 18. prosince 2019 | 14. listopadu 2020 | 26. července 2022 | aktivní   |
| Ḥaʼil (832)      | 6. srpna 2020     | 28. března 2021    | 4. prosince 2022  | aktivní   |
| Jazan (834)      | 2. prosince 2020  | 24. července 2021  | 4. prosince 2023  | aktivní   |
| Unayzah (836)    | 15. dubna 2021    | 4. prosince 2021   | 7. března 2024    | aktivní   |
| Al Madinah       | 9. července 2025  |                    |                   | ve stavbě |
|                  |                   |                    |                   | ve stavbě |
|                  |                   |                    |                   | ve stavbě |

## Konstrukce
Korveta je vybavena integrovaným můstkem MINERVA, nese bojový řídící systém CATIZ, střelecký systém DORNA, komunikační systém HERMESYS, 3D vyhledávací radar, navigační radar, sonar a systém elektronického boje. Také nese kajuty pro až 111 osob. Na zveřejněných vizualizacích korveta nese 76mm kanón OTO Melara Super Rapid na přídi, 35mm kanón Oerlikon Millennium, dvě menší dálkově ovládané zbraňové stanice, 16násobné vertikální vypouštěcí silo pro střely ESSM, osm protilodních střel Harpoon a dva trojhlavňové 324mm protiponorkové torpédomety. Je vybaveno 5,5metrovým rychlým člunem RHIB. Na zádi se nachází přistávací plocha s hangárem pro vrtulník do hmotnosti 10 t. Pohonný systém je koncepce CODAD. Tvoří jej čtyři diesely MTU 12V 1163 TB93, každý o výkonu 5955 hp, pohánějící prostřednictvím dvou převodovek RENK dva lodní šrouby se stavitelnými lopatkami Wärtsilä 5C11 CP. Nejvyšší rychlost dosahuje 25 uzlů. Dosah je 5000 námořních mil a vytrvalost 21 dnů.